# Talk of the Town
Albums de Cheryl Bentyne
Dreaming of Mister Porter
(2000) The Lights Still Burn
(2003)
Talk of the Town est un album de jazz de la chanteuse américaine Cheryl Bentyne sorti en 2002 au Japon et en 2004 aux États-Unis et en Europe.

## Historique

### Contexte

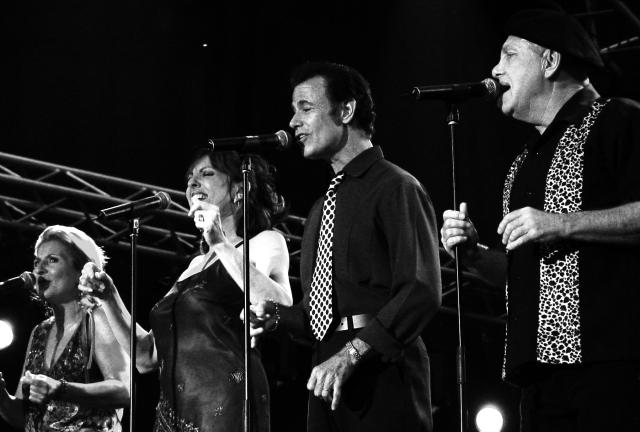
The Manhattan Transfer.

Cheryl Bentyne est la soprano du quatuor de jazz Manhattan Transfer depuis 1979,,.
En 1992, elle commence une carrière d'enregistrement en tant que soliste.
Sur son premier album solo, Something Cool, « elle applique son style vocal urbain à des chansons pop modernes dans un style jazz » mais elle oriente ensuite sa carrière solo vers un répertoire purement jazz avec Dreaming of Mister Porter en 2000 (un hommage au compositeur  Cole Porter), Talk of the Town en 2002, Lights Still Burn en 2002, Let Me Off Uptown en 2005, Book of Love en 2006, The Cole Porter Songbook en 2009 et The Gershwin Songbook en 2011.

### Enregistrement et production
L'album Talk of the Town est enregistré les 20 et 21 mai 2002 aux System Two Studios à Brooklyn,  New York, aux États-Unis par l'ingénieur du son Tom McCauley,,. Les vocaux d'accompagnement (backing vocals) sont enregistrés aux studios Vertical Sound, à Nashville dans le Tennessee.
L'album est produit par Corey Allen, pianiste et époux de Cheryl Bentyne,,.
Le mixage est effectué par Tom McCauley au LAFX Studios à North Hollywood, un quartier de la ville de Los Angeles, et la mastérisation (matriçage) par Adam Ayan au studio Gateway Mastering & DVD à Portland dans le Maine,.

### Publication
L'album sort d'abord en 2002 en compact disc sous la référence KICJ 439 sur le label japonais Paddle Wheel, filiale du label King Records,,.
Il est publié ensuite en 2004 aux États-Unis et en Europe sous la référence CD-83583 respectivement par les labels Telarc Jazz et Telarc,. La pochette avant et la tranche du boîtier montrent le logo de Telarc, tandis que la pochette arrière et le disque affichent le logo de Telarc Jazz.
La notice du CD (original liner notes) est rédigée par Corey Allen, pianiste, producteur et époux de la chanteuse,.
Le design de la pochette est l'œuvre d'Anilda Carrasquillo, tandis que la photographie est de Shonna Valeska,,.

## Accueil critique
Le site AllMusic attribue 4 étoiles à l'album Talk of the Town. Le critique Rick Anderson d'AllMusic souligne que « Cet album solo, en fait, est remarquable par son absence de magie pyrotechnique, et il n'en est que plus fort. Se concentrant presque exclusivement sur les standards, Talk of the Town montre que Bentyne chante avec une transparence proche de celle d'Ella Fitzgerald, imposant peu son propre ego sur le matériel et évitant les interprétations lourdes. Cela ne veut pas dire qu'elle chante sans personnalité ni style, mais simplement qu'elle chante comme quelqu'un qui veut mettre en valeur les chansons elles-mêmes plutôt que son propre talent artistique. Le résultat est spectaculaire ». Anderson conclut : « Très fortement recommandé ».

## Liste des morceaux
| 1.    | You'd Be So Nice to Come Home To       | Cole Porter                                               | 4:20 |
| 2.    | They Can't Take That Away From Me      | George Gershwin, Ira Gershwin                             | 3:19 |
| 3.    | Little Butterfly                       | Jon Hendricks, Thelonious Monk                            | 4:35 |
| 4.    | The Very Thought of You                | Ray Noble                                                 | 4:55 |
| 5.    | Love Me or Leave Me                    | Walter Donaldson, Gus Kahn                                | 2:24 |
| 6.    | Everything Happens to Me               | Hoagy Carmichael, Johnny Mercer                           | 6:00 |
| 7.    | Farmer's Market                        | Art Farmer, Annie Ross                                    | 3:00 |
| 8.    | The Talk of the Town / Get Out of Town | Jerry Livingston, Al J. Neiburg, Cole Porter, Marty Symes | 6:56 |
| 9.    | Girl Talk                              | Neal Hefti, Bobby Troup                                   | 3:41 |
| 10.   | The Meaning of the Blues               | Bobby Troup                                               | 4:39 |
| 11.   | It Might as Well Be Spring             | Oscar Hammerstein II, Richard Rodgers                     | 4:16 |
| 12.   | These Foolish Things                   | Harry Link, Holt Marvell, Jack Strachey                   | 3:44 |
| 13.   | Still Good Friends                     | Corey Allen, Cheryl Bentyne                               | 1:46 |
| 53:55 |                                        |                                                           |      |

## Musiciens
- Cheryl Bentyne : chant
- Corey Allen : piano, orgue
- Kenny Barron : piano
- John Patitucci : contrebasse
- Lewis Nash : batterie
- Don Alias : percussions
- Chuck Mangione : bugle
- David « Fathead » Newman : saxophone ténor
- Alvin Chea et Mark Kibble : vocaux d'accompagnement